# U 29 (U-Boot, 1936)
U 29 war ein deutsches U-Boot vom Typ VII A, das im Zweiten Weltkrieg von der Kriegsmarine eingesetzt wurde.

## Geschichte
Der Auftrag für das Boot wurde am 1. April 1935 an die AG Weser in Bremen vergeben. Die Kiellegung erfolgte am 2. Januar 1936, der Stapellauf am 19. August 1936, die Indienststellung unter Kapitänleutnant Heinz Fischer am 16. November 1936.
Nach der Indienststellung gehörte das Boot bis zum 31. Dezember 1939 zur U-Flottille „Saltzwedel“ in Wilhelmshaven. Bei der Neugliederung der U-Flottillen kam U 29 am 1. Januar 1940 zur 2. U-Flottille in Wilhelmshaven. Vom 1. Januar 1941 bis zum 30. Juni 1942 diente das Boot als Ausbildungsboot bei der 24. U-Flottille in Memel. Nach einer Außerdienststellung vom 1. Juli 1942 bis zum 31. Oktober 1942 gehörte es bis zum 31. August 1943 wieder als Ausbildungsboot zur 24. U-Flottille. Am 1. September 1943 als Ausbildungsboot zur 23. U-Flottille nach Danzig verlegt, gehörte es ab dem 1. Dezember 1943 als Schulboot der 21. U-Flottille der 1. U-Lehrdivision in Pillau an. Am 17. April 1944 wurde U 29 außer Dienst gestellt und der 2. U-Lehrdivision zugeteilt. Danach benutzte man es bis zu seiner Selbstversenkung als Geschützplattform für die Schießausbildung von angehenden U-Boot-Fahrern.
U 29 unternahm sieben Feindfahrten, auf denen elf Schiffe mit einer Gesamttonnage von 61.188 BRT und ein Kriegsschiff mit 22.500 t versenkt wurden. Zusätzlich wurde von November 1937 bis Dezember 1937 im Zuge des Spanischen Bürgerkriegs die Seeüberwachung der spanischen Küste durch das Boot übernommen. Für diesen Einsatz wurde die gesamte Besatzung mit dem Spanienkreuz in Bronze ausgezeichnet.
Das Boot versenkte bei seinem ersten Einsatz am 17. September 1939 den Flugzeugträger Courageous südwestlich von Irland. Es war der erste Erfolg eines U-Bootes gegen ein britisches Großkampfschiff im Zweiten Weltkrieg. Die gesamte Besatzung wurde mit dem Eisernen Kreuz zweiter Klasse ausgezeichnet. Der Kommandant des Bootes, Kapitänleutnant Otto Schuhart erhielt außerdem das Eiserne Kreuz erster Klasse. Die Versenkung führte dazu, dass die Royal Navy ihre Flugzeugträger nicht mehr zur U-Boot-Jagd einsetzte.

## Einsatzstatistik

### Erste Feindfahrt
Das Boot lief am 19. August 1939 von Wilhelmshaven aus und am 26. September 1939 wieder dort ein. Auf dieser 39 Tage dauernden Unternehmung im Nordatlantik westlich von Irland wurden drei Schiffe mit insgesamt 19.405 BRT und ein Flugzeugträger mit 22.500 t versenkt.
- 8. September: Versenkung des britischen Tankers Regent Tiger (Lage) mit 10.176 BRT durch einen G7a-Torpedo. Er hatte 10.600 t Benzin und 3.400 t Diesel geladen und befand sich auf dem Weg von Trinidad nach Avonmouth. Es gab keine Toten.
- 13. September: Versenkung des britischen Schleppers Neptunia (Lage) mit 798 BRT durch Artilleriebeschuss. Er kam aus Falmouth und befand sich zu Bergungsarbeiten auf dem Weg in den Atlantik. Es gab keine Toten, 21 Überlebende.
- 14. September: Versenkung des britischen Tankers British Influence (Lage) mit 8.431 BRT durch einen G7a-Torpedo. Er hatte 12.000 t Diesel- und Heizöl geladen und befand sich auf dem Weg von Abadan nach Hull. Es gab keine Toten, 42 Überlebende.
- 17. September: Versenkung des britischen Flugzeugträgers Courageous (Lage) mit 22.500 t durch zwei G7e-Torpedos. Es gab 515 Tote und 687 Überlebende.

### Zweite Feindfahrt
Das Boot lief am 14. November 1939 von Wilhelmshaven aus und am 16. Dezember wieder dort ein. Auf dieser 32 Tage dauernden Unternehmung in den Nordatlantik sowie einer Minenlegeaufgabe vor Ann’s Head, die jedoch wegen schlechten Wetters aufgegeben werden musste, wurden keine Schiffe versenkt oder beschädigt.

### Dritte Feindfahrt
Das Boot lief am 6. Februar 1940 von Wilhelmshaven aus und am 12. März wieder dort ein. Auf dieser 30 Tage dauernden und zirka 2.700 sm langen Unternehmung im Nordatlantik sowie einer Minenlegeaufgabe vor Newport, bei der zwölf Minen gelegt wurden, wurden drei Schiffe mit insgesamt 10.499 BRT versenkt.
- 3. März: Versenkung des britischen Dampfers Cato (Lage) mit 710 BRT durch einen Minentreffer. Er hatte 400 t Frachtgut geladen und befand sich auf dem Weg von Dublin nach Bristol. Es gab 13 Tote und zwei Überlebende.
- 4. März: Versenkung des britischen Dampfers Thurston (Lage) mit 3.072 BRT durch einen Torpedo. Er hatte 4.500 t Manganerz geladen und befand sich auf dem Weg von Takoradi nach Workington. Es gab 26 Tote und drei Überlebende.
- 4. März: Versenkung des britischen Motorschiffs Pacific Reliance (Lage) mit 6.717 BRT durch Torpedo. Es hatte Frachtgut und Flugzeugteile geladen und war auf dem Weg von New Westminster, Los Angeles, Halifax nach Liverpool, Manchester und London. Das Schiff gehörte zum Konvoi HX-19 mit 44 Schiffen. Es gab keine Toten, 53 Überlebende.

### Vierte Feindfahrt
Das Boot lief am 17. April 1940 zum Unternehmen Weserübung von Wilhelmshaven aus und fuhr zunächst nach Trondheim. Es lief am 27. April zur Feindfahrt von Trondheim aus und am 4. Mai in Wilhelmshaven ein. Auf dieser 16 Tage dauernden Unternehmung, auf der Nachschub nach Bergen und Trondheim geliefert und im Nordmeer vor Brettingnes operiert wurde, wurden keine Schiffe versenkt oder beschädigt.

### Fünfte Feindfahrt
Das Boot lief am 27. Mai 1940 von Wilhelmshaven aus und am 11. Juli wieder dort ein. Auf dieser 45 Tage dauernden und zirka 6.500 sm langen Unternehmung im Nordatlantik und der Biscaya wurden vier Schiffe mit insgesamt 25.061 BRT versenkt.
- 26. Juni: Versenkung des griechischen Dampfers Dimitris (Lage) mit 5.254 BRT durch Artillerie. Er hatte 9.028 t Getreide geladen und befand sich auf dem Weg von Villa Constitución nach Liverpool. Es gab keine Toten.
- 1. Juli: Versenkung des griechischen Dampfers Adamastos (Lage) mit 5.889 BRT durch Artillerie. Er hatte Weizen geladen und befand sich auf dem Weg von Buenos Aires nach Avonmouth. Es gab keine Toten, 25 Überlebende.
- 2. Juli: Versenkung des panamesischen Dampfers Santa Margarita (Lage) mit 4.919 BRT durch Artillerie. Er fuhr in Ballast und war auf dem Weg von Barry nach Hampton Roads. Es gab keine Toten, 39 Überlebende.
- 3. Juli: Versenkung des britischen Tankers Athellaird (Lage) mit 8.999 BRT durch zwei G7e- und zwei G7a-Torpedos. Er fuhr in Ballast und war auf dem Weg von Liverpool nach Kuba. Der Tanker fuhr im Konvoi OB-176 mit 28 Schiffen. Es gab keine Toten, 42 Überlebende.

### Sechste Feindfahrt
Das Boot lief am 2. September 1940 von Wilhelmshaven aus und am 5. September in Bergen ein, da das Sehrohr defekt war. Das Boot lief danach am 11. September von Bergen aus und am 1. Oktober in Lorient ein. Auf dieser 25 Tage dauernden und zirka 3.400 sm langen Unternehmung im Nordatlantik, dem Nordkanal und bei den Hebriden wurde ein Schiff mit 6.223 BRT versenkt.
- 25. September: Versenkung des britischen Dampfers Eurymedon (Lage) mit 6.233 BRT durch zwei Torpedos. Er hatte 3.000 t Frachtgut und 31 Passagiere an Bord und war auf dem Weg von Liverpool über Kapstadt nach Java. Das Schiff gehörte zum aufgelösten Konvoi OB-217 mit 38 Schiffen. 20 Besatzungsmitglieder und neun Passagiere starben, 42 Besatzungsmitglieder und 22 Passagiere konnten gerettet werden.

### Siebente Feindfahrt
Das Boot lief am 26. Oktober 1940 von Lorient aus, am 31. Oktober in Brest mit Maschinenschaden ein, nach Reparatur am 1. November 1940 von Brest aus und am 3. Dezember in Wilhelmshaven ein. Auf dieser 40 Tage dauernden und zirka 4.900 sm langen Unternehmung im Nordatlantik wurden keine Schiffe versenkt oder beschädigt.

## Verbleib
Das Boot wurde am 17. April 1944 in Gotenhafen außer Dienst gestellt. U 29 wurde anschließend noch als Lehrboot bei der 2. U-Lehrdivision in Gotenhafen verwendet. Ab November 1944 sollte es als Schießstandboot beim Höheren Kommando der Torpedoschulen dienen, aber dazu kam es bis Kriegsende nicht mehr. Gemäß Regenbogen-Befehl wurde U 29 am 4. Mai 1945 in der Kupfermühlenbucht bei Flensburg von seiner Besatzung selbstversenkt.

## Bekannte Personen
- Engelbert Endrass: von September 1937 bis Januar 1938 2. Wachoffizier